# 萨赖帕利
萨赖帕利（Saraipali），是印度恰蒂斯加尔邦Mahasamund县的一个城镇。总人口17075（2001年）。

## 人口
该地2001年总人口17075人，其中男性8842人，女性8233人；0—6岁人口2437人，其中男1270人，女1167人；识字率68.53%，其中男性为76.88%，女性为59.55%。